# Eletrônica de potência

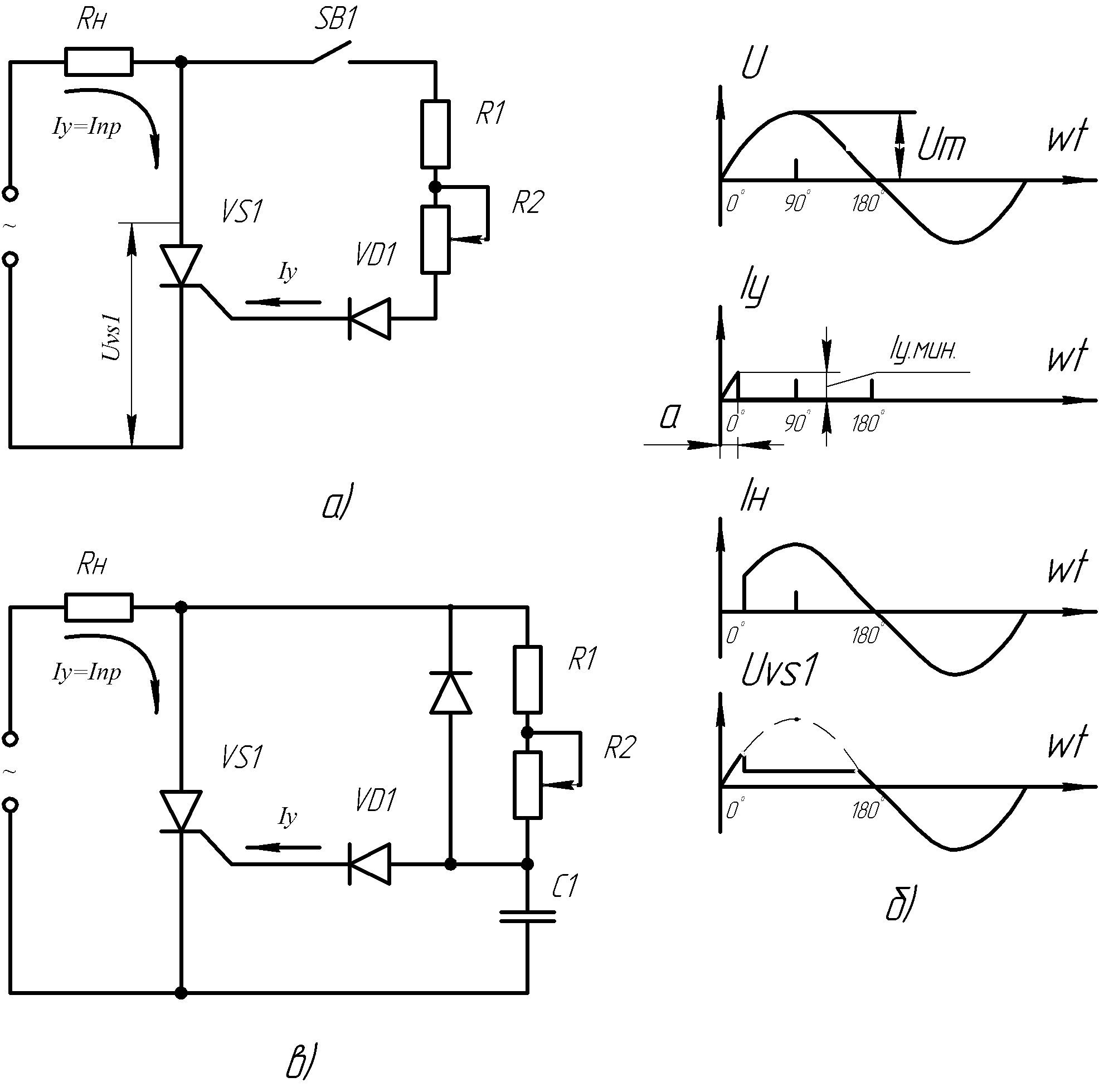
Imagem ilustrativa

A eletrônica de potência trata das aplicações de dispositivos semicondutores de potência, como tiristores e transistores, na conversão e no controle de energia elétrica em níveis altos, médios e baixos de potência, apresentando aplicações em sistemas eletrônicos diversos, incluindo equipamentos de informática, multimídia, comunicações, nas baixas potências, e sistemas industriais de manufatura e produção, nas altas potências. Essa conversão é normalmente de AC para DC ou vice-versa, enquanto os parâmetros controlados são tensão, corrente e frequência. Portanto, a eletrônica de potência pode ser considerada uma tecnologia interdisciplinar que envolve três campos básicos: a potência, a eletrônica e o controle.

## Histórico
A primeira revolução da eletrônica começou em 1948 com a invenção do transístor de silício, por Bardeen, Brattain e Schockley da Bell Telephone Laboratories. A maioria da tecnologias da eletrônica avançada de hoje remonta a origem desta invenção. A próxima grande descoberta, em 1956, foi também da Bell Laboratories: a invenção do transistor disparável PNPN, definido como tiristor ou retificador controlado de silício (do inglês silicon-controlled rectifier - SCR).
A segunda revolução da eletrônica iniciou-se em 1958 com o desenvolvimento de um tiristor comercial pela General Electric Company. Começava uma nova era para a eletrônica de potência. Desde então, muitos tipos diferentes de dispositivos semicondutores de potência e técnicas de conversão foram, e continuam, a ser introduzidos. A revolução da microeletrônica permite o processamento de uma enorme quantidade de informações a uma incrível velocidade. A revolução da eletrônica de potência facilita o modo de lidar com grandes quantidades de energia com uma eficiência sempre crescente. Devido ao casamento da eletrônica de potência, o músculo, com a microeletrônica, o cérebro, muitas aplicações potenciais da eletrônica de potência estão agora emergindo, como o controle de grandes máquinas, distribuição de energia e criação de conversores cada vez mais eficientes.

## Objetivos
A transferência de potência elétrica de uma fonte para uma carga pode ser controlada pela variação da tensão de alimentação (com o uso de um transformador variável) ou pela inserção de um regulador (como um reostato, um reator variável ou uma chave). Os dispositivos semicondutores utilizados como chaves têm a vantagem do porte pequeno, do custo baixo, da eficiência e da utilização para o controle automático de potência. Outra vantagem do uso da chave como elemento de controle (comparado à utilização de uma resistência ajustável de um reostato ou de um potenciômetro, por exemplo) é a elevada eficiência, já que os reostatos e outros reguladores do tipo, dissipam grandes quantidades de potência quando se encontram em estágios intermediários. Isto ocorre pois nestes dispositivos o controle da energia entregue à carga é realizado aumentando-se a resistência em série do circuito, fazendo com que o dispositivo se aqueça (sinal de que há perdas de energia). No caso das chaves semicondutoras, por trabalharem apenas no estado ligado ou desligado, há enorme aumento da eficiência, o que as torna mais vantajosas.

## Principais conversores
Os circuitos de eletrônica de potência (ou conversores, como são usualmente chamados) podem ser divididos nas seguintes categorias:
1. Retificadores não controlados (AC para DC) – convertem uma tensão monofásica ou trifásica em uma tensão DC e são usados díodos como elementos de retificação.
2. Retificadores controlados (AC para DC) – convertem uma tensão monofásica ou trifásica em uma tensão variável e são usados SCRs como elementos de retificação.
3. Choppers DC (DC para DC) – convertem uma tensão DC fixa em tensões DC variáveis.
4. Inversores (DC para AC) – convertem uma tensão DC fixa em uma tensão monofásica ou trifásica AC, fixa ou variável, e com frequências também fixas ou variáveis.
5. Conversores cíclicos (AC para AC) – convertem uma tensão e frequência AC fixa em uma tensão e frequência AC variável.
6. Chaves estáticas (AC ou DC) – o dispositivo de potência (SCR ou TRIAC) pode ser operado como uma chave AC ou DC, substituindo, dessa maneira, as chaves mecânicas e eletromagnéticas tradicionais.

## Dispositivos semicondutores de potência
As chaves semicondutoras de potência são os elementos mais importantes em circuitos de eletrônica de potência. Os principais tipos de dispositivos semicondutores usados como chaves em circuitos de eletrônica de potência são:
- Diodos;
- Transistores bipolares de junção (BJTs);
- Transistores de efeito de campo metal-óxido-semicondutor (MOSFETs);
- Transistores bipolares de porta isolada (IGBTs);
- Retificadores controlados de silício (SCRs);
- TRIACs;
- DIACs.

Há também outros tipos de chaves, mas que não são muito utilizados por possuírem características que as tornam desvantajosas no controle de altas potências como por exemplo o GTO, que demanda altas correntes para seu desligamento e circuitos de controle complexos, sendo substituído por outros tipos de chave como o IGBT.

## Aplicações
A aplicação de dispositivos semicondutores em sistemas elétricos de potência vem crescendo incessantemente. Os dispositivos como o diodo de potência, transistor de potência, SCR, TRIAC, IGBT etc, são usados como elementos de chaveamento e controle do fornecimento de energia de máquinas e motores elétricos.
Dentre as aplicações cotidianas mais comuns se destaca o controle microprocessado de potência nos equipamentos de informática, tais como a fonte de alimentação chaveado do PC, o estabilizador, o no-break, etc, utilizam como elementos principais dispositivos semicondutores chaveadores (MOSFETs, IGBTs, TJBs, etc). Também cita-se aplicações para retificadores industriais para máquinas de soldagem CC.
Na distribuição de energia elétrica o uso destes dispositivos já está se mostrando muito promissor, pois, com a criação de componentes e sistemas de gerenciamento cada vez mais sofisticados, as perdas de energia diminuem e há maior possibilidade de controle dos elementos envolvidos. Isso ocorre pois o uso destes dispositivos permite a leitura em tempo real das condições de trabalho do sistema além de facilitar intervenções em casos emergenciais, devido à possibilidade de atuação rápida no modo de operação deste tipo de chave.

## Características de circuitos estáticos
O uso de chaves semicondutoras frente às chaves convencionais (relés, contatores, etc) se torna vantajoso se levarmos em conta fatores como a ausência de partes móveis, maiores possibilidades de controle, tamanho reduzido e baixo custo de manutenção. Dessa forma, os circuitos que utilizam esta tecnologia são menos suscetíveis a acidentes que ocorrem por exemplo quando motores são desligados e há ocorrência de arcos elétricos, estes circuitos são também mais tolerantes em relação à sujeira pois as partes responsáveis pelo chaveamento não ficam expostas e não há problemas de oxidação nos contatos como ocorre em relés e contatores por exemplo.
Em contrapartida, ao se projetar um dispositivo de controle utilizando chaves semicondutoras deve-se observar atentamente a carga que será controlada pois este tipo de chave tem sua vida útil reduzida quando parâmetros como máxima tensão reversa, temperatura de trabalho e corrente de pico, ultrapassam os valores estipulados pelo fabricante. Para contornar este tipo de problema devem ser utilizados circuitos que "amorteçam" os surtos de corrente ou tensão que podem aparecer no circuito, além de garantir que a potência dissipada no componente possa ser transferida de forma eficiente para o ambiente. Esses cuidados garantem o bom funcionamento do circuito, evitando problemas e prolongando sua vida útil.